# Centre for Contemporary Cultural Studies
Das Centre for Contemporary Cultural Studies (CCCS) war ein Forschungszentrum an der University of Birmingham. Es wurde 1964 von Richard Hoggart, seinem ersten Direktor gegründet. Es forschte auf dem damals neuen Feld der Cultural studies.

## Geschichte
Am Zentrum entstand, was später als die Birmingham School of Cultural Studies oder allgemeiner als British cultural studies bekannt wurde. Birmingham-School-Theoretiker wie Stuart Hall stellten die überlieferte Einteilung von Produzenten und Konsumenten der Kultur in Frage und betonten die aktive Aneignung kultureller Waren.

## Methodologie
Zu den vom Birmingham Centre untersuchten Bereichen gehören Subkultur, Popkultur, Arbeiterkultur und Massenmedien, die beispielsweise im Hinblick auf moralische Paniken untersucht wurden. Das Birmingham Center for Cultural Studies und die mit ihm assoziierten Theoretiker bevorzugten einen interdisziplinären Zugang, der Elemente aus dem Marxismus, dem Poststrukturalismus, dem Feminismus und der Critical Race Theory sowie traditionellere Methodologien wie Soziologie und Ethnographie enthielt. Das Birmingham Center untersuchte die Darstellung verschiedener Gruppen in den Massenmedien und versuchte die Wirkung dieser Darstellung auf das Publikum abzuschätzen.

## Bekannte Mitglieder
Zu den bekanntesten Forschern zählt Stuart Hall, der 1968 Direktor wurde und hier das berühmte Encoding/Decoding-Modell entwickelte.
Zu den empirisch arbeitenden Forschern zählten David Morley und Charlotte Brunsden, die The Nationwide Project am Zentrum durchführten. Dorothy Hobsons Forschung zu der Seifenoper Crossroads basierte auf ihrer MA Dissertation.
In späteren Jahren unterrichteten u. a. die Feministin Sadie Plant (Autorin von Zeroes + Ones: Digital Women and the New Technoculture, dt. Nullen + Einsen: digitale Frauen und die Kultur der neuen Technologien) sowie der chilenische Soziologe und Kulturhistoriker Jorge Larrain (Autor von Identity and Modernity in Latin America) am Zentrum.

## Schließung 2002
Das Department wurde 2002 geschlossen. Die Leitung der Universität sprach von 'Restrukturierung'. Vier von 14 Mitgliedern des Lehrkörpers sollten behalten, die etwa 250 Studierenden (darunter viele aus dem Ausland) anderen Departments zugewiesen werden. Im Verlauf des sich anschließenden Konflikts verließen die meisten Mitglieder des Lehrkörpers das Zentrum. Die Schließung des Zentrums rief weltweite Proteste hervor.

## Veröffentlichungen (Auswahl)
- Centre for Contemporary Cultural Studies (Hrsg.): On Ideology, London (u. a.): Routledge, 2012 [Erstausgabe 1977].